# 紀寶如
紀寶如（1962年6月3日—），台灣前女藝人，童星出身，5歲開始演戲，19歲時退出演藝圈，現任社團法人台灣優質生命協會秘書長。台灣歌仔戲演員紀麗如是其妹，天三弟余龍（本名余福龍）是其亡夫。

## 生平
紀寶如的父親先後有三個配偶；依紀寶如所說，三個配偶和紀父的關係是「有來沒往，關係不佳，彼此沒話說」。紀寶如是一對龍鳳胎的妹妹，她的雙胞胎哥哥紀信誠早她15分鐘出生；在紀家七個兄弟姊妹中，紀寶如排行第四，紀麗如排行第六，紀光龍排行第七。紀寶如父親以經商為業，由於重男輕女的觀念早期也認為龍鳳胎是不祥徵兆，所以將紀寶如與紀麗如交給岳父岳母家撫養。紀老太太喜歡看歌仔戲，去看戲時都會帶著紀寶如。紀寶如5歲時某日，紀老太太問紀寶如：「想不想演戲？」紀寶如還不清楚演戲是怎麼回事，只問祖母：「有沒有錢賺？」紀老太太答：「妳10秒內哭，我就給你錢！」紀老太太說完不到10秒，紀寶如嚎啕大哭。紀老太太緊接著說：「妳馬上笑給阿嬤看！」紀寶如不經調整心情，立即轉而大笑。紀老太太不斷推薦紀寶如的演戲天份，獲得演出機會。紀寶如5歲半時首次演戲，沒有忘掉任何一句台詞。
紀寶如7歲那年，紀老太太經由熟人介紹，帶紀寶如進台視演戲，純粹是玩票性質。紀寶如不識字，所以看不懂劇本；紀老太太一字一句教她背台詞。導演見了紀寶如能背完整台詞、還能當場掉淚，立即與紀寶如簽約。紀寶如活潑可愛的模樣使她廣受觀眾喜愛，從此進入演藝圈。
1977年1月10日至同年3月7日，華視播出《世界名作劇場》第2部動畫《萬尋母》，華視版主題曲由汪石泉作詞及作曲、紀寶如演唱。
國小時期的紀寶如，因為演戲的關係，一年去不了學校幾趟；雖然老師體諒她，但她無法和同學培養感情。既沒有幾個要好的同學、又沒有正常的家庭生活，讓紀寶如開始用自大掩飾內心的自卑。升上國中的紀寶如面臨轉型的壓力，紀老太太立刻安排她錄唱片當歌星；而此時紀寶如開始嚮往學校生活，但祖母依然不停讓她工作。
紀寶如14歲時，紀老太太帶她到私人診所，請醫師在她兩腳膝接縫蓋處施打抑制生長素；因此她自14歲後就不再長高，身高維持149公分，也維持著童音、童顏。演戲讓紀寶如知道，儘管識字不多，自己喜歡讀書、想談戀愛。紀寶如18歲時單獨南下秀場演出，但祖母沒同行；她在此時認識了余龍，未婚懷孕產下三個小孩。余龍給了紀寶如所需的感覺：有人愛、有人關心、有人可以談心。紀寶如回家後告訴父親，她有了男朋友；紀父一巴掌打在紀寶如臉上，紀寶如遂跟著余龍私奔。紀寶如19歲時退出演藝圈，與余龍結婚。
紀寶如與余龍結婚後，兩人從秀場經紀到炒股票，賺進新台幣上億元；不料因股市大跌而慘賠，經濟壓力隨之而來。此時余龍被揭發有外遇，即使余龍認錯請求原諒，紀寶如依然離家出走。余龍到處尋找紀寶如，甚至在紀寶如住處門外哭求紀寶如回到他身邊，但紀寶如還是不出面而離婚。1992年11月21日，余龍接受朋友邀約去台北市撫順街「神話世界KTV」唱歌解悶，卻因此命喪火場：湯銘雄縱火燒燬神話世界KTV，余龍等16人逃避不及身亡。紀寶如必須撫養三個小孩，而且是三個男孩；這對識字不多且已退出演藝圈的紀寶如而言是個大挑戰。紀寶如將大兒子余彥璋交給余龍父母扶養，自己帶著二兒子余彥鋒與三兒子余彥廷在外面生活。余龍父母將余龍之死怪罪紀寶如，不允許紀寶如與大兒子見面；紀寶如也認為，余龍之死是被她的執意離婚及離家出走害的。
紀寶如獨力撫養小孩，偷偷到酒店當幹部賺錢清償債務，喝酒喝到酒精中毒。紀寶如在酒店工作8年，得不到親生父親與余龍的關愛，幾度割腕自殺，甚至想要跳樓自殺；而由於紀寶如的酒店工作經常日夜顛倒，大兒子余彥璋因缺乏親情而罹患嚴重躁鬱症住院。
紀寶如脫離酒店生活後，曾嘗試行銷工作或自己創業，卻都不順利。某日，紀寶如和狄鶯合開的一家SPA店經營不善，想找買家頂讓；透過別人介紹，紀寶如認識了SPA業界的大人物——喜悅集團董事長黃瑪琍。黃瑪琍是一個基督徒，她邀請狄鶯和紀寶如一同禱告；紀寶如本想拒絕，但見到黃瑪琍表露的篤定的喜樂，於是也跟著禱告。紀寶如在禱告中大哭，哭完之後覺得自己很舒服、很快樂、很輕鬆。黃瑪琍邀約紀寶如上教會，紀寶如遂於2004年3月27日受洗成為基督徒。紀寶如在信仰中漸漸改掉逞強、好勇的習性，而開始喜歡聽別人的想法與意見；大兒子余彥璋在經過每天禱告後，躁鬱症痊癒，出院上班養家。
2008年6月，台灣優質殯葬禮儀協會會員大會提案改名為台灣優質生命協會，徐風擔任理事長，紀寶如擔任秘書長。
2012年3月30日，紀寶如舉辦口述自傳書《愛，逆轉勝》發表會。
2015年2月6日，三立台灣台紀寶如自傳電視劇《珍珠人生》上檔。2015年7月19日，紀寶如到《珍珠人生》女主角楊可涵的靈堂弔唁，她說，由楊可涵詮釋她的故事是最好的決定，「在我心中，妳（楊可涵）已得金鐘（獎）」。

## 著作
- 紀寶如口述、魏棻卿撰述，《愛，逆轉勝》，啟示出版2012年3月22日初版，ISBN 9789867470652

## 戲劇

### 電視劇
| 年份 | 電視台     | 戲劇名稱 | 角色         | 合作演員                                      |
| ---- | ---------- | -------- | ------------ | --------------------------------------------- |
| 1972 | 台視       | 香蕉園   | 賴秀蓮(童年) | 華真真、梅芳、洪流、吳帆、郭美紅、施茵茵 等人 |
| 2015 | 三立台灣台 | 珍珠人生 | 紀王桂枝     | 楊可涵、陳冠霖、陳志強、龍劭華                |

### 電影
- 1972年《花謝了》https://youtu.be/-hvYUJakSVwsi=IxXizBOef8_m6ddq。
- [17]《心酸酸》已佚失
- 《我心碎了》已佚失
- 《小紅娘》已佚失
- 《讓我哭吧》已佚失
- 《不要哭泣》已佚失
- 《歷劫孤兒》已佚失

### 綜藝
- 2012年7月6日，SS小燕之夜

## 外部連結
- 紀寶如的Facebook專頁
- 紀寶如的新浪微博
- 紀寶如在互联网电影资料库（IMDb）上的資料（英文）
- 紀寶如在香港影庫上的簡介
- 紀寶如在豆瓣上的资料（简体中文）
- 紀寶如在时光网上的簡介（简体中文）